# 圣普里 (阿列省)
圣普里（法語：Saint-Prix，法語發音：[sɛ̃ pʁi] ⓘ）是法国阿列省的一个市镇，位于该省东部偏南，属于维希区。

## 地理
圣普里（46°13'55"N, 3°39'4"E）面积21.75 平方千米，位于法国奥弗涅-罗讷-阿尔卑斯大区阿列省，该省份为法国中部省份，北起涅夫勒省、西北接谢尔省，西南至克勒兹省，南至多姆山省，东南临卢瓦尔省，东临索恩-卢瓦尔省。
与圣普里接壤的市镇（或旧市镇、城区）包括：巴赖-比索勒、比勒祖瓦、勒布勒伊、德鲁瓦蒂里耶、拉帕利斯、波旁地区圣克里斯托夫。

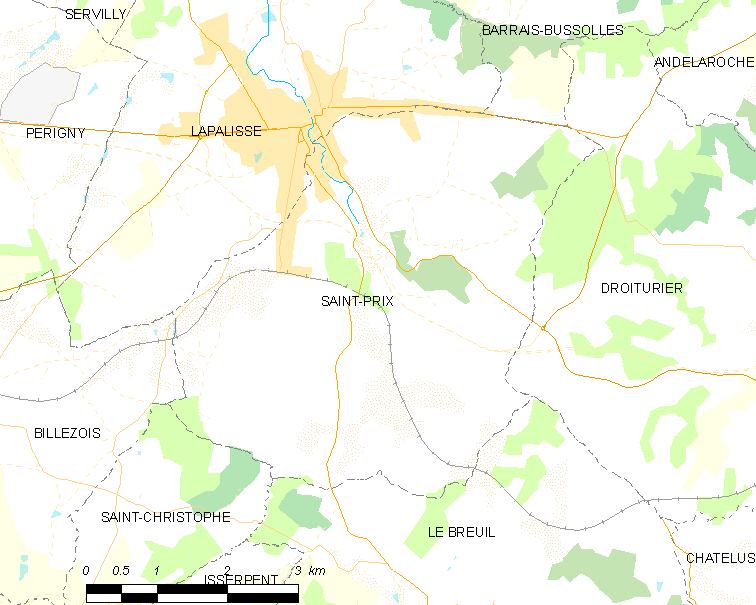
的OSM定位图

圣普里的时区为UTC+01:00、UTC+02:00（夏令时）。

## 行政
圣普里的邮政编码为03120，INSEE市镇编码为03257。

## 政治
圣普里所属的省级选区为拉帕利斯县。

## 人口

1962-2008年间人口变化图示

圣普里于2022年1月1日时的人口数量为785人。